# María Tirado
María Victoria Tirado (* 23. November 2001) ist eine venezolanische Leichtathletin, die im Mittelstrecken- und Hindernislauf an den Start geht.

## Sportliche Laufbahn
Erste Erfahrungen bei internationalen Meisterschaften sammelte María Tirado im Jahr 2023, als sie bei den Zentralamerika- und Karibikspielen in San Salvador in 2:13,92 min den siebten Platz im 800-Meter-Lauf belegte und über 3000 m Hindernis mit 11:15,58 min auf Rang sechs gelangte. Zudem belegte sie mit der venezolanischen 4-mal-400-Meter-Staffel in 3:55,90 min den vierten Platz.
In den Jahren 2018, 2021 und 2023 wurde Tirado venezolanische Meisterin im 3000-Meter-Hindernislauf sowie 2023 auch über 800 Meter.

## Persönliche Bestzeiten
- 800 Meter: 2:08,72 min, 6. Mai 2023 in Barquisimeto
- 1500 Meter: 4:38,77 min, 11. April 2023 in Barquisimeto
- 3000 m Hindernis: 11:00,67 min, 5. Mai 2023 in Barquisimeto